# 안양공업고등학교 축구단
안양공업고등학교 축구부는 안양공업고등학교의 축구부로 FC 안양의 U-18팀이다.

## 역사
1970년에 창단된 안양공업고등학교의 축구부는 한국축구국가대표 출신인 이영표, 조규성 선수와 같은 한국 축구계에 대표적인 인물들을 배출해 왔으며, 2014년부터는 K리그2에 참가하는 FC 안양의 U-18팀으로 활약 중이다.

## 코칭스태프
| 직위 | 이름   | 비고 |
| ---- | ------ | ---- |
| 감독 | 이순우 |      |
| 코치 |        |      |

## 같이 보기
- 안양공업고등학교
- FC 안양
- FC 안양 U-15
- FC 안양 U-12